# 久慈浜海水浴場
久慈浜海水浴場（くじはまかいすいよくじょう）は、茨城県日立市にある海水浴場。

## アクセス
鉄道ではJR常磐線大甕駅からタクシーで5分、車では常磐自動車道日立南太田インターチェンジから約10分。

## 遊泳期間
- 7月中旬 - 8月中旬